# Gareth Pugh
Gareth Pugh (Sunderland, Reino Unido, 31 de agosto de 1981) es un modista británico.  Vive y trabaja en París.

## Carrera

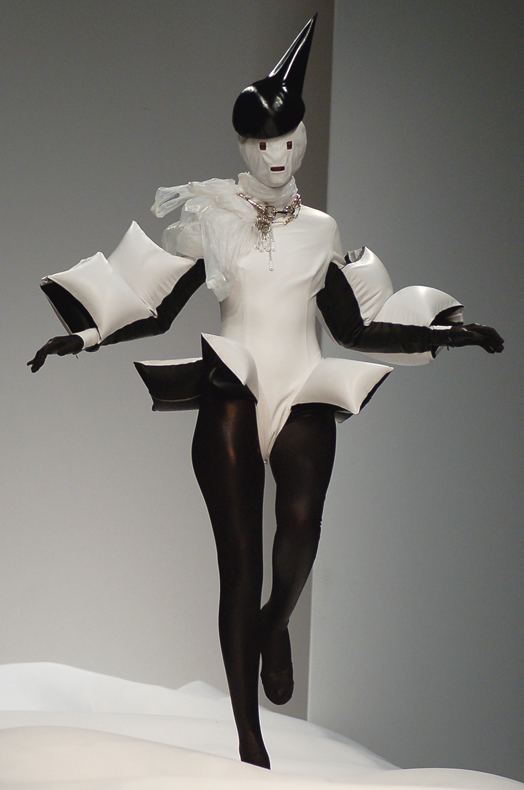
La ropa inflable es uno de los distintivos de diseño de Pugh.

Gareth Pugh incursionó en el mundo del diseño a los catorce años en el National Youth Theatre. Comenzó su educación en el liceo de Sunderland, posteriormente se diplomó en el Central Saint Martins College of Art and Design de Londres como diseñador de modas y trabajó para la Casa de la moda de Rick Owens.
El uso de globos en su trabajo final llamó la atención de la revista Dazed & Confused que cubrió su colección. Gracias a la iniciativa !WOWOW! en asociación con la revista, realizó su primer desfile y Pugh llamó la atención grupos de East London, distrito caracterizado por su inclinación vanguardista.
En 2005 fue invitado a presentar su trabajo en Semana de la Moda de Londres. Creó su colección en cuatro semanas sin equipo. En 2006 presentó su primera colección en solitario para el verano e invierno 2007. Sobre esta la escritora especializada Anna Wintour afirmó «increíble y altamente recomendable».[cita requerida] La cantante Kylie Minogue ha nombrado a Pugh en sus giras Showgirl - The Greatest Hits Tour y Showgirl: Homecoming Tour, al igual que Róisín Murphy.
En 2008, Minogue hizo mención a Gareth en su sencillo «In My Arms», luego para la promoción de su álbum X. El mismo año, Gareth vistió a Beyoncé para los MTV Europe Awards, luego para su sencillo Diva. Recientemente Gareth vistió a Lady Gaga durante su aparición en  X Factor.
En los últimos años Pugh logró una mayor exposición, gracias al apoyo de Owens y su esposa Michele Lamy. En 2010 abrió su primera boutique en Hong Kong.